# Вільям Фарр

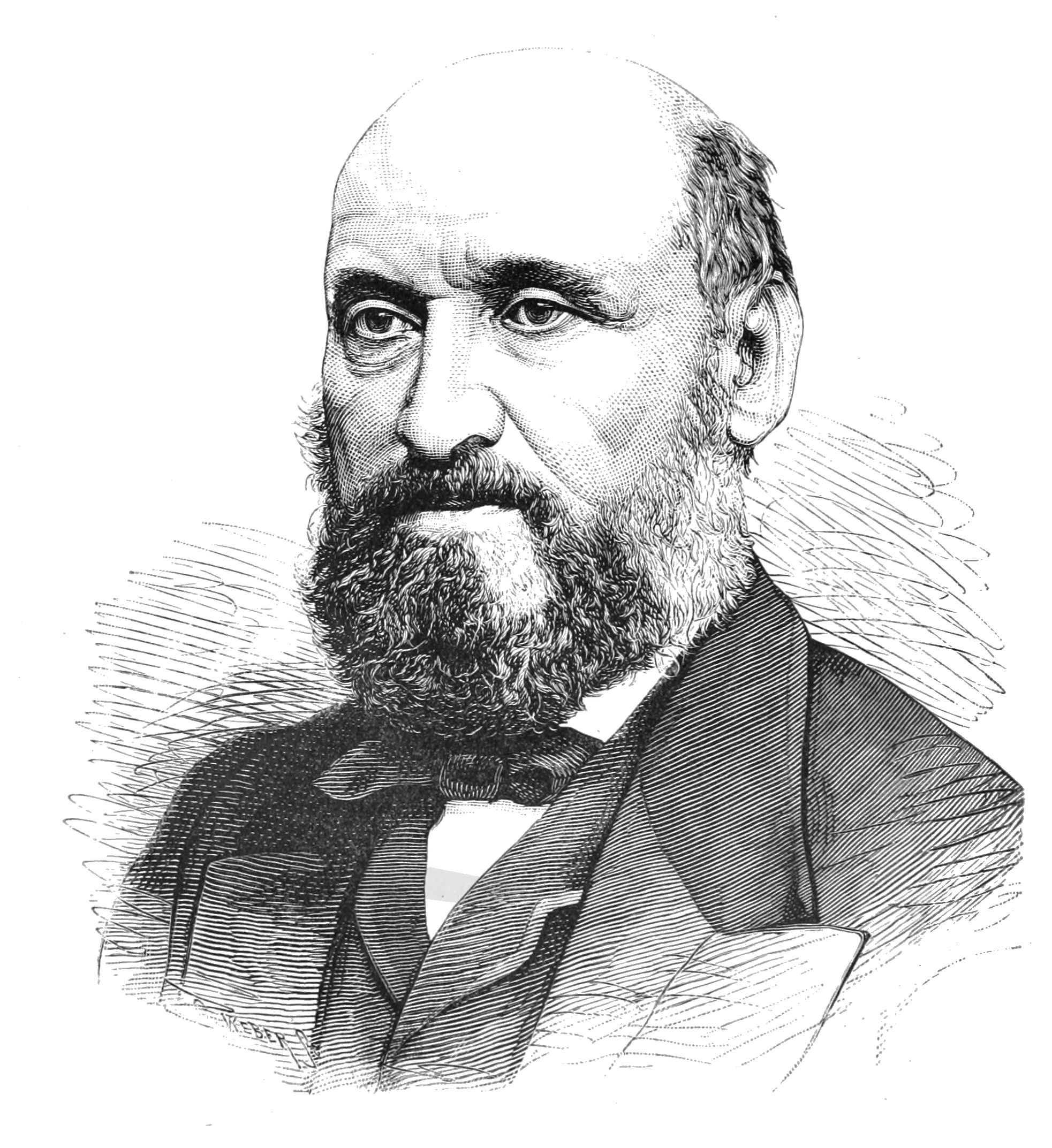
Вільям Фарр

Вільям Фарр (30 листопада 1807 – 14 квітня 1883) — британський епідеміолог, який вважається одним із засновників медичної статистики.

## Раннє життя
Вільям Фарр народився в Кенлі, графство Шропшир, у сім’ї бідних батьків. Його фактично взяв під опіку місцевий сквайр Джозеф Прайс, коли Фарр із родиною переїхали до Доррінгтона. У 1826 році він влаштувався асистентом хірурга (перев’язувальником) у лазареті Салоп у Шрусбері та проходив номінальне навчання на аптекаря. Джозеф Прайс помер у листопаді 1828 року і залишив Фарру 500 фунтів стерлінгів (еквівалентно 56 000 фунтів стерлінгів у 2025 році), що дозволило йому вивчати медицину у Франції та Швейцарії. У Парижі він слухав лекції П’єра Шарля Олександра Луї.
Фарр повернувся до Англії в 1831 році та продовжив навчання в Університетському коледжі у Лондоні. У березні 1832 року він отримав ліцензію Товариства аптекарів. У 1833 році він одружився та розпочав медичну практику на площі Фіцрой у Лондоні. Захопився медичною журналістикою та статистикою.

## Генеральна реєстраційна служба

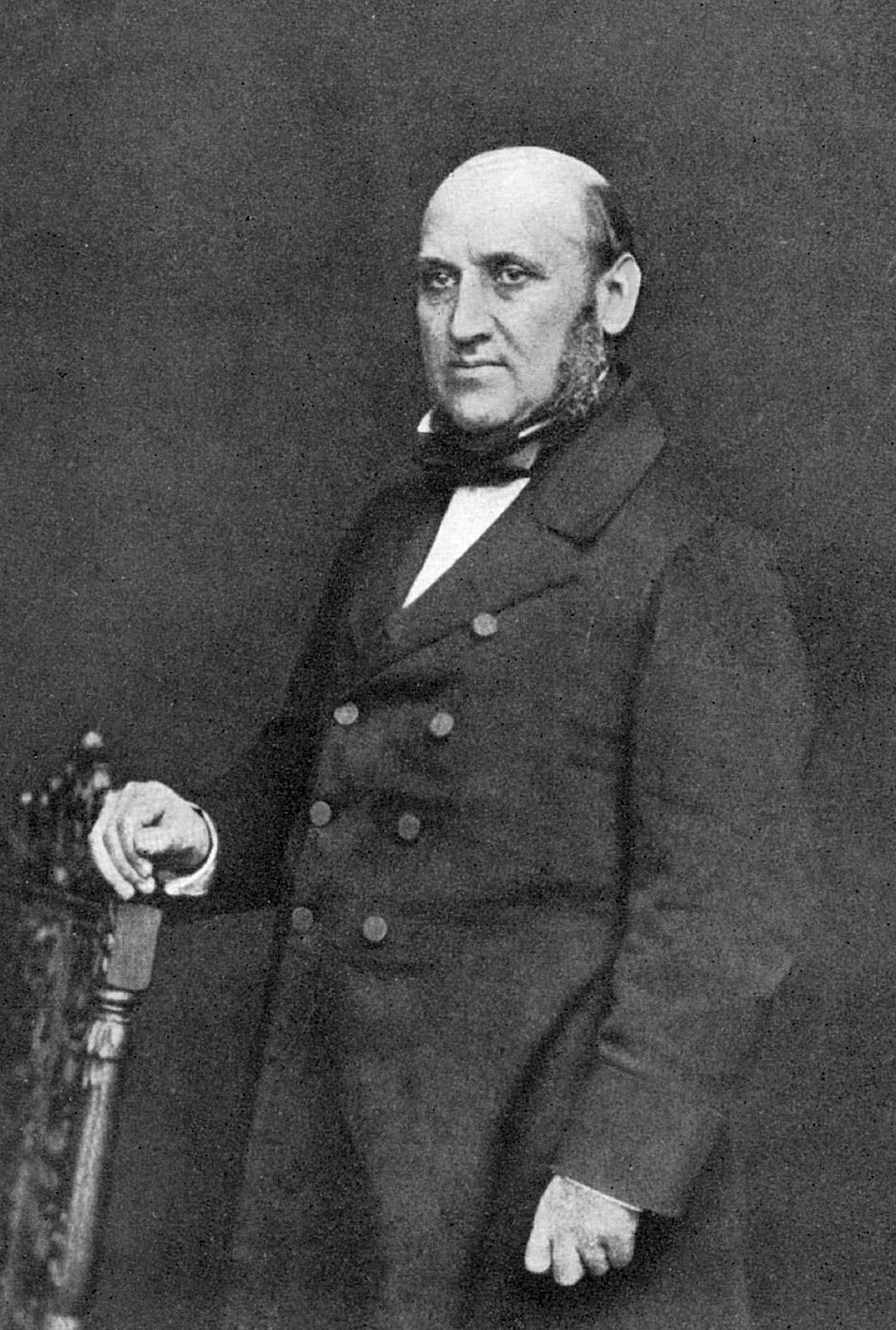
Вільям Фарр, близько 1850 року

У 1837 році Генеральна реєстраційна служба (ГРС) взяла на себе відповідальність за перепис населення Сполученого Королівства за 1841 рік. Фарр був найнятий туди, спочатку на тимчасовій основі, для обробки даних реєстрації актів цивільного стану. Потім, за рекомендацією Едвіна Чедвіка та підтримкою Ніла Арнотта, Фарр отримав посаду в ГРС як перший складач наукових рефератів (тобто статист). Чедвік і Фарр мали програму дій, а саме демографічну спрямованість на охорону здоров’я та підтримку генерального секретаря Томаса Генрі Лістера. Лістер працював із Фарром над проєктом перепису, щоб просувати програму.
Фарр відповідав за збір офіційної медичної статистики в Англії та Уельсі. Його найважливіший внесок полягав у створенні системи рутинної реєстрації причин смерті. Наприклад, це вперше дозволило порівняти рівень смертності за різними професіями.

## Наукові товариства та асоціації
У 1839 році Фарр приєднався до Королівського статистичного товариства, де протягом багатьох років активно брав участь як скарбник, віце-президент і президент. У 1855 році його обрали членом Королівського товариства. Він був залучений до Асоціації соціальних наук із моменту її заснування в 1857 році, беручи участь у її Карантинному комітеті та Комітеті з товариств торгівлі і страйків.

## Закон епідемій
У 1840 році Фарр надіслав лист до щорічного звіту Генерального реєстратора народжень, смертей і шлюбів в Англії, де, використовуючи математичні методи, проаналізував дані про смертність від недавньої епідемії віспи та висунув відповідні висновки:
«Якщо приховану причину епідемії не вдається виявити, можна дослідити спосіб, у який вона діє. Закони її дії можна встановити шляхом спостереження, а також обставини, за яких виникають епідемії, або ті, за допомогою яких їх можна контролювати».
Він показав, що під час епідемії натуральної віспи графік кількості смертей за квартал мав приблизно дзвоноподібну форму або нормальну криву та що нещодавні епідемії інших захворювань мали подібну картину.

## Дослідження холери
У 1849 році в Лондоні стався великий спалах холери, який забрав життя близько 15 000 людей. Рання індустріалізація зробила Лондон найбільш густонаселеним містом у світі на той час, а річка Темза була сильно забруднена неочищеними стічними водами. Фарр підтримував поширену теорію, що холера передається через забруднене повітря, а не через воду — так звану теорію міазмів. Крім того, аналізуючи кілька змінних і їхній зв’язок із смертністю від холери, Фарр вважав, що висота місцевості була основним фактором, який впливав на виникнення захворювання. Він також продемонстрував, як топографічні особливості можуть запобігти певним захворюванням подібно до імунізації.
Під час епідемії 1853–1854 років Фарр зібрав більше статистичних даних. Під час детального дослідження спалаху холери на Брод-стріт у 1854 році лікар Джон Сноу використав дані, надані ГРС, і застосував (зараз прийнятий) механізм передачі, запропонований ним у 1849 році: люди інфікувалися, проковтнувши щось, і це розмножувалося в кишечнику. Сноу також проаналізував статистику смертності, зібрану ГРС серед людей, які постачалися водою від двох компаній у південному Лондоні — Southwark & Vauxhall Company (яка забирала забруднену воду з нижньої течії Темзи) і Lambeth Water Company (яка забирала чистішу воду з верхньої течії Темзи). Він виявив, що клієнти Southwark & Vauxhall особливо часто страждали від холери. У 1854 році Фарр брав участь у Комітеті з наукових досліджень при Генеральній Раді Охорони Здоров’я. Загальноприйняте пояснення холери все ще залишалося багатофакторним, ідея Сноу про те, що холера спричинена виключно збудником, не була визнана, хоча його докази сприйняли серйозно. Дослідження Фарра показало зворотну кореляцію між смертністю та висотою місцевості.
Наступна епідемія сталася в 1866 році, коли Сноу вже помер, і Фарр визнав пояснення Сноу. Він опублікував монографію, яка показала, що смертність була надзвичайно високою серед людей, які черпали воду з резервуара Олд-Форд у Східному Лондоні. Робота Фарра тоді вважалася остаточною.

## Подальше життя
У 1858 році Фарр провів дослідження про взаємозв’язок здоров’я та сімейного стану і виявив, що стан здоров’я погіршується від одружених до неодружених та вдівців. У період 1857–1859 років ГРС замовила різницеву машину, модель, розроблену шведськими послідовниками Чарльза Беббіджа. Передбачалося, що вона буде використовуватися у «Британській таблиці життя».

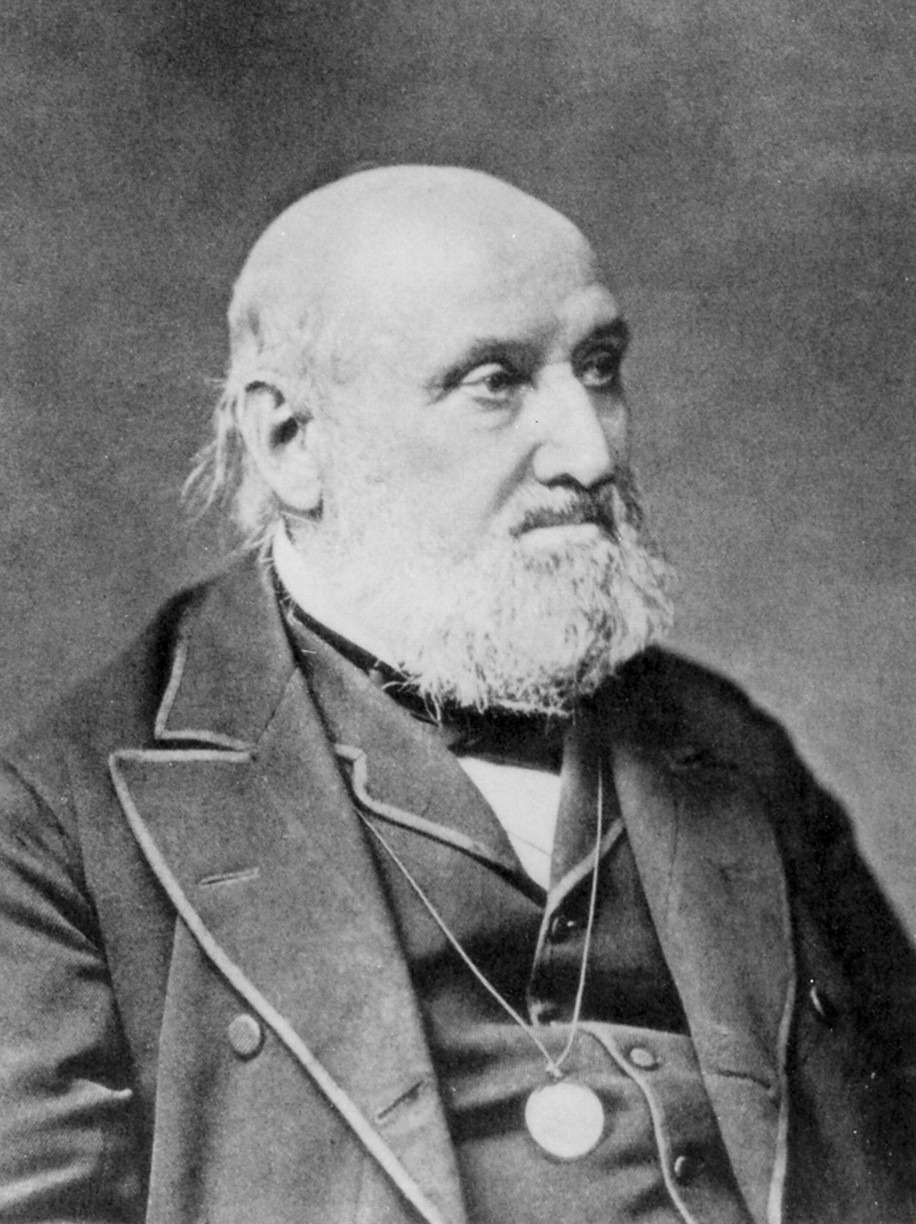
Вільям Фарр, близько 1870 року

У 1862 році Фарр отримав 300 фунтів стерлінгів (еквівалент 37 200 фунтів у 2025 році) за підготовку звіту про Пенсійний фонд столичної поліції, який забезпечував дострокове пенсійне забезпечення цієї організації. Він також працював комісаром під час перепису населення 1871 року, а у 1879 році пішов у відставку з Генеральної Реєстраційної Служби після того, як не отримав посаду генерального реєстратора, яку зайняв сер Бріджес Хеннікер. Того ж року Фарр отримав почесні нагороди Орден Лазні та золоту медаль Британської медичної асоціації за його роботу в галузі біостатистики.
В останні роки життя підхід Фарра став застарілим. Бактеріологія змінила вигляд медичних питань, а статистика дедалі більше перетворювалася на математичний інструмент. Медичні реформатори також змінили свій підхід, очікуючи менше від законодавства та центрального уряду.
Фарр помер у віці 75 років у своєму будинку в Мейда-Вейл, Лондон, і був похований на церковному цвинтарі Святої Трійці, Бромлі-Коммон.

## Роботи
У 1837 році Фарр написав розділ «Демографічна статистика» для «Статистичного звіту Британської імперії» Джона Ремсі Маккаллоха. У січні 1837 року він заснував «Британські аннали медицини, фармації, демографічної статистики та загальної науки», які припинили існування у серпні того ж року. Він переглянув книгу Джеймса Фернандеса Кларка про туберкульоз.
Фарр використовував свою посаду в Генеральній реєстраційній службі, складаючи анотації в спосіб, який виходив за межі початкового опису посади. При цьому він застосував техніку англійського актуарія Бенджаміна Гомперца (крива Гомпертца) та тісно пов’язаний із ним статистичний «закон смертності» його колеги-актуарія Томаса Роу Едмондса. Фарр, покладаючись на існуючу математичну модель смертності, міг використовувати вибірку даних, щоб скоротити необхідні обчислення. На основі даних ГРС він створив серію національних таблиць життя.
Теорія зимотичної хвороби стала внеском Фарра в дискусію про етіологію. Він визначив урбанізацію та щільність населення як проблеми громадського здоров’я. З точки зору нозології він класифікував епідемічні, ендемічні та інфекційні захворювання як «зимотичні», розглядаючи їх як хвороби, спричинені брудом і перенаселеністю.
Збірка його статистичних праць побачила світ у 1885 році під редакцією Ноеля Хамфріса.

## У драмі
В епізоді «Король каналізацій» британського документального телесеріалу 2003 року «Сім чудес індустріального світу» роль Фарра зіграв Норман Ловетт.

## Сім’я
Перша дружина Фарра, з якою він одружився в 1833 році, мала прізвище Ленгфорд; вона померла від туберкульозу в 1837 році. У 1842 році він одружився з Мері Елізабет Віттал, і у них народилося вісім дітей. У 1880 році було зібрано публічне пожертвування, щоб забезпечити його дочок після того, як він втратив гроші через необачні інвестиції.

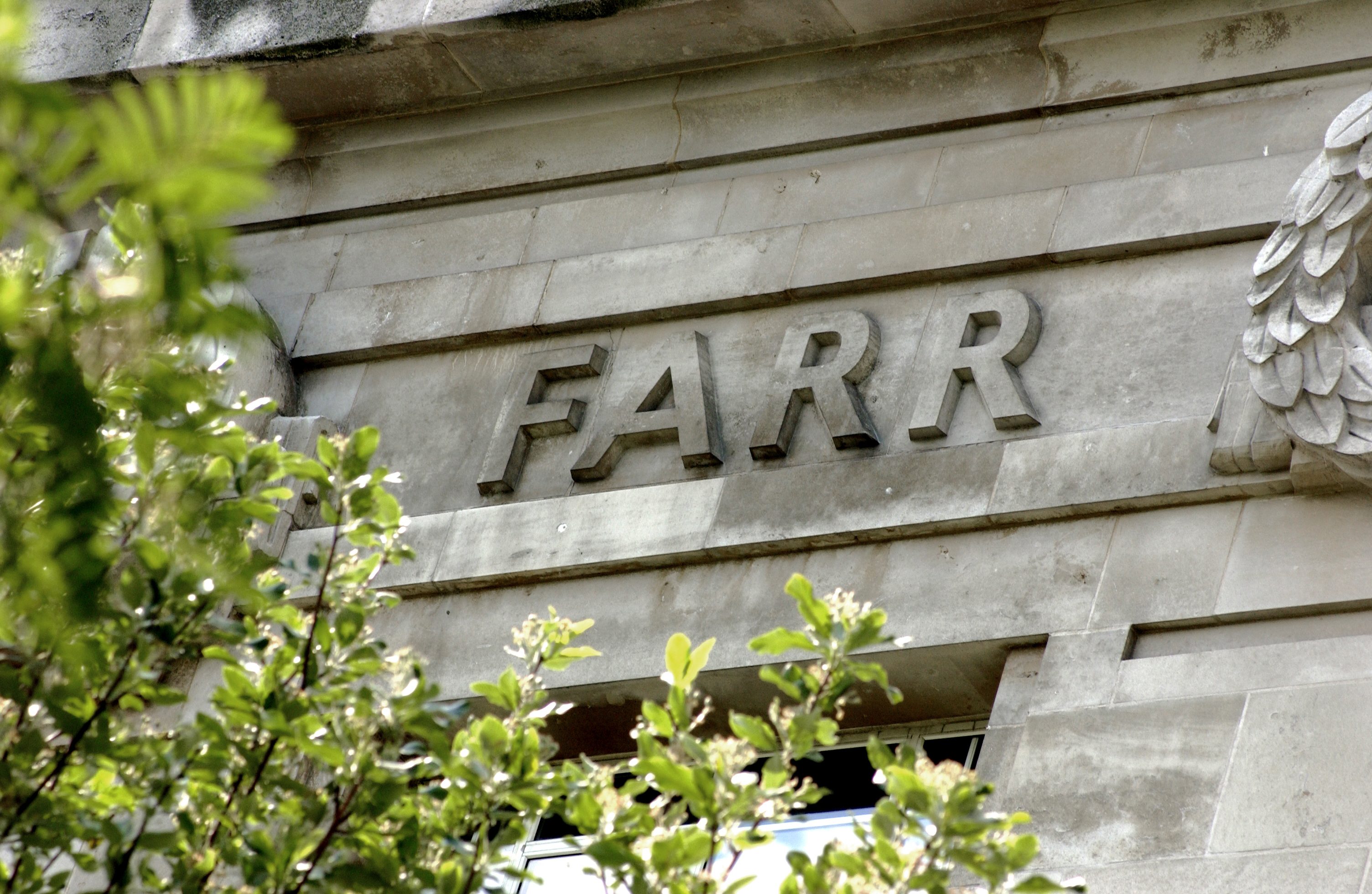
Ім’я Вільяма Фарра на фризі будівлі Лондонської школи гігієни та тропічної медицини

Одна з його доньок, Генрієтта, була одружена з художником та ілюстратором Генрі Маріоттом Педжетом, старшим братом ілюстраторів Сидні та Волтера Педжетів. Інша донька, Флоренс Фарр, також була художницею та моделлю для багатьох відомих творів мистецтва в стилі ар-деко. Як Педжети, так і сестри Фарр жили і працювали в Бедфорд-Парку, відомій колонії художників у Західному Лондоні.

## Визнання
Ім’я Фарра зображене на фризі Лондонської школи гігієни та тропічної медицини. Двадцять три імена піонерів громадського здоров’я та тропічної медицини були обрані для розміщення на будівлі Школи на Кеппел-стріт під час її будівництва у 1926 році.
У 1884 році на честь Вільяма Фарра було названо гриби Farriolla, які належать до роду Аскомікотових грибів.

## Біографії
- Eyler, John (1979). Victorian Social Medicine: The Ideas and Methods of William Farr. Baltimore: Johns Hopkins University Press.
- Dupaquier, Michel (2001). William Farr. У C. C. Hyde (ред.). Statisticians of the Centuries. New York: Springer. с. 163—166.